# Apocalypse
Pour les articles homonymes, voir Apocalypse (homonymie).
Apocalypse est un mot grec ancien signifiant révélation, dévoilement, qui a donné son nom au Livre de l'Apocalypse, ou Apocalypse de Jean, (en grec ancien : Ἀποκάλυψις Ἰησοῦ Χριστοῦ, Apokálupsis Iēsou Christoũ) suivant les premiers mots du texte. Il s'agit du dernier livre du Nouveau Testament. Dans les pays de culture anglophone, il s'intitule Livre de la Révélation, ou Révélation de Jésus-Christ.
D'une tonalité à la fois symbolique et prophétique, le texte contient de nombreuses allusions aux prophéties de l'Ancien Testament : Daniel, Ézéchiel... Il se présente comme une révélation de Jésus-Christ qui dévoile à l'auteur « quel est le sens divin de son époque et comment le peuple de Dieu sera bientôt délivré ».
L'exégèse historico-critique moderne considère que l'œuvre a été composée vers la fin du Ier siècle et que son auteur, qui connait bien l'Ancien Testament, est judéo-chrétien. Le préambule indique qu'il se prénomme Jean et qu'il se trouve dans l'île de Patmos lorsqu'il reçoit plusieurs visions qu'il devra partager avec ses coreligionnaires ; on le connait donc comme Jean de Patmos. La tradition l'a identifié soit avec l'apôtre Jean, fils de Zébédée, auquel on a également attribué le quatrième évangile canonique, soit avec « Jean le Presbytre », c'est-à-dire « l'Ancien », mais de nos jours on estime plus probable qu'il ne s'agisse ni de l'un ni de l'autre. Ces antiques débats témoignent de différentes traditions concernant l'origine du texte, dont la canonicité n'a pas toujours été reconnue par toutes les confessions chrétiennes.

## Un genre littéraire
Étymologiquement, le mot « apocalypse » est la transcription du terme grec ἀποκάλυψις / apokálupsis signifiant « dévoilement » ou, dans le vocabulaire religieux, « révélation ».

### Histoire du genre
Le terme s'est chargé au fil des siècles d'une série de connotations et de travestissements qui l'ont éloigné de son sens premier, pour souvent évoquer une catastrophe massive et violente. Il est « devenu populaire pour de mauvaises raisons ». Cette évolution est notamment liée à la difficulté d'appréhender son genre littéraire déroutant, qui ne trouve pas de comparaison dans la littérature contemporaine.
La littérature apocalyptique est un genre littéraire ancien. Il apparaît probablement à l'époque biblique de l'exil à Babylone, au VIe siècle av. J.-C., avec les textes d'Ézéchiel, de Joël et de Zacharie, avant de s'épanouir avec Daniel (vers 165 av. J.-C.), qui sert de modèle à l’Apocalypse de Jean, mais aussi à d'autres apocalypses apocryphes juives et chrétiennes, ou encore aux textes apocalyptiques de Paul de Tarse.
Dans les littératures juive et chrétienne, le genre de ces écrits se définit par les relations entre leur forme, leur contenu et leur fonction, sans qu'ils appartiennent pour autant à un mouvement ou un milieu particulier. Ils ne témoignent d'aucun courant théologique spécifique et peuvent véhiculer des idéologies très éloignées, voire contraires. S'ils présentent une grande diversité, ils ont en commun un usage prononcé de l'allégorie et du symbolisme.
On peut déceler comme point commun à ce genre prophétique une ossature narrative qui a pour fondement une vision-révélation divine transmise à un homme, généralement par un être surnaturel, dans une représentation du monde caractérisée par deux niveaux de réalité : celui de l'expérience humaine perceptible, et celui d'une réalité supranaturelle, invisible et inaccessible à l'expérience courante mais déterminante pour le destin humain. La révélation elle-même est présentée comme procédant d'une réalité transcendante et comprend à la fois une dimension temporelle, dans la mesure où elle propose un salut eschatologique, et spatiale, dans celle où elle annonce l'imminence d'un monde nouveau.
La limite entre l'ancien monde arrivé à son terme et le nouveau en passe de s'accomplir, est marquée par l'intervention divine, qui juge les impies et récompense les élus. Trois traits sont également caractéristiques de ce genre de littérature : d'abord, le voyant d'une apocalypse est un écrivain qui, à la différence d'un prophète, consigne ses visions par écrit ; ensuite, ce texte est souvent pseudépigraphique, c'est-à-dire faussement attribué à un auteur ; enfin, le texte fait usage de chiffres, d'objets et de personnages symboliques, sans s'attacher à rendre cohérent ce symbolisme.

### Textes apocalyptiques
Plusieurs écrits pseudépigraphes sont également des apocalypses : Apocalypse grecque de Baruch (de), Apocalypse syriaque de Baruch, Apocalypse d'Abraham, Apocalypse de Moïse, Apocalypse d'Élie (en) ou encore Apocalypse d'Esdras (livre du Ier siècle attribué au scribe israélite Esdras).
De nombreux textes apocryphes se réclament du genre ou en portent le nom : Apocalypse de Pierre, Première Apocalypse de Jacques, Seconde Apocalypse de Jacques (en), Apocalypse de Paul, Apocalypse d'Étienne… Si l’Apocalypse de Jean est la seule apocalypse formellement incluse dans le Nouveau Testament, d'autres passages néotestamentaires relèvent du même genre : le discours eschatologique de Jésus, dans Matthieu (Mt 24-25), dans Marc (Mc 13) et dans Luc (Lc 21. 5-36), certains passages des Épîtres de Paul (2Th 1. 6-12 ; 2Th 2. 3-12) ou de Pierre (2P 3. 10).

## Auteur, datation et localisation

### Attributions traditionnelles

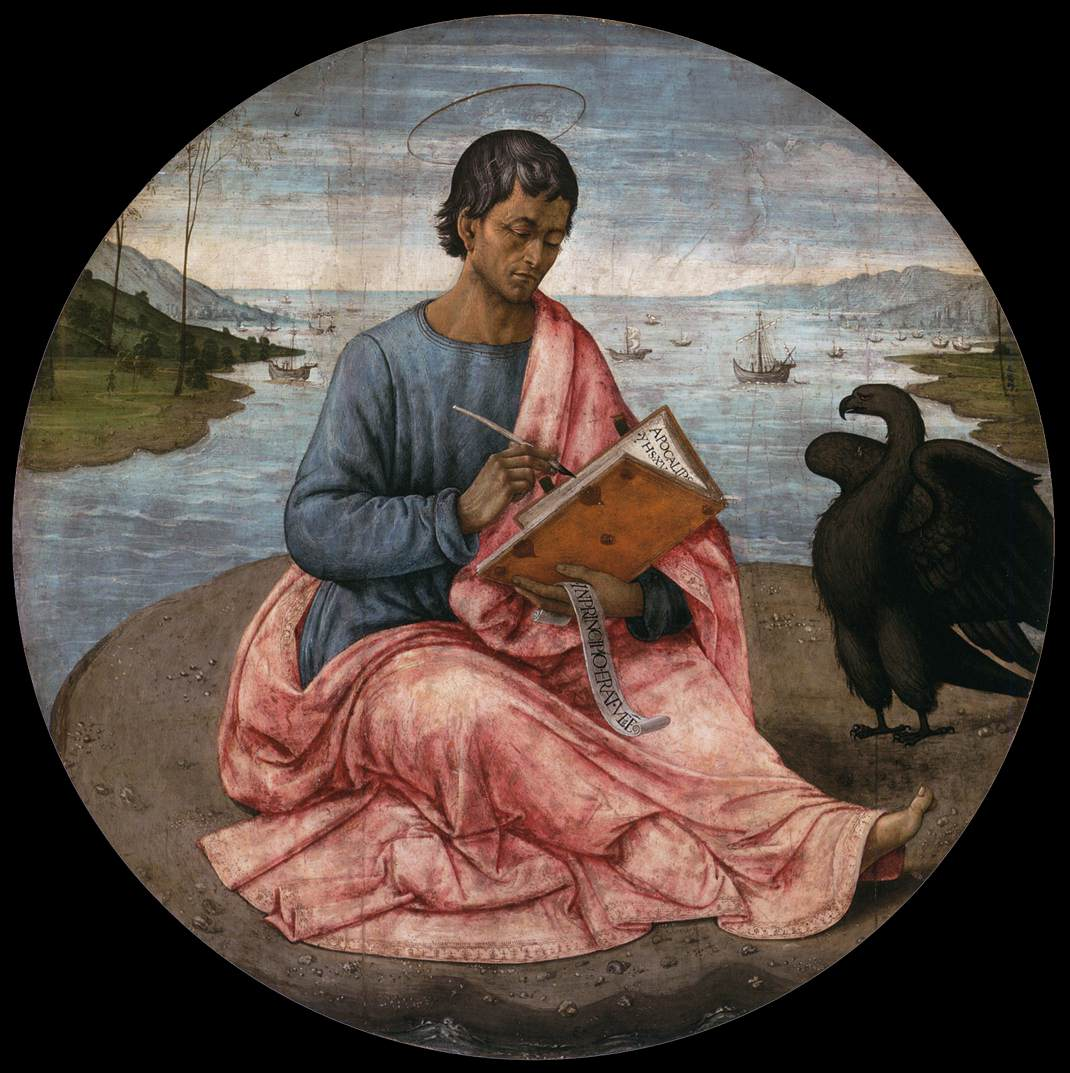
Saint Jean l'évangéliste à Patmos, par Domenico Ghirlandaio, Musée des beaux-arts de Budapest.

L'Apocalypse n'est pas le seul écrit du Nouveau Testament ayant un auteur nommé Jean, auquel sont également attribués l'Évangile selon Jean et les trois Épîtres de Jean. 
Vers le milieu du IIe siècle, Justin de Naplouse identifie cet auteur à Jean fils de Zébédée, l'un des apôtres de Jésus. Il affirme que l'auteur est revenu, après sa détention à Patmos, à Éphèse où il aurait vécu jusqu'au début du règne de Trajan, soit l'an 98. Quelques années plus tard, Irénée de Lyon attribue également l'évangile et les lettres johanniques à l'apôtre. Papias d'Hiérapolis attribue quant à lui ce livre à Jean le Presbytre (ou Jean l'Ancien), qui serait un disciple de Jean l'apôtre, devenu responsable de la communauté d'Éphèse à la fin du Ier siècle. Mais déjà au IIIe siècle, Denys d'Alexandrie procède à une analyse textuelle qui lui fait conclure que l’Apocalypse n'a pas été rédigée par l’auteur de l'évangile johannique, ni des trois épîtres qu'il attribue à l'apôtre Jean. Tout comme Papias, il attribue lui aussi le texte apocalyptique à Jean le Presbytre. Au IVe siècle, en se référant à Papias, Polycarpe de Smyrne et Denys d'Alexandrie, l'évêque Eusèbe de Césarée attribue à son tour le texte à Jean le Presbytre.
L’attribution apostolique (à l'apôtre Jean) est la plus partagée parmi les auteurs ecclésiastiques du monde antique, ainsi qu'en témoignent le Fragment de Muratori, Clément d'Alexandrie, Tertullien, Hippolyte de Rome ou encore Victorinus. Elle contribue à l'acceptation de la canonicité du texte. Mais cette canonicité s'est faite difficilement, notamment en Orient où l'utilisation du texte par des groupes sectaires comme les adeptes du montanisme l'a rendu suspect.
La théologie orthodoxe contemporaine a pris parti dans le débat sur la datation lorsque les  moines orthodoxes de Patmos ont solennellement fêté le dix-neuvième centenaire de la rédaction de l’Apocalypse en 1995.
Ainsi, la confusion règne dans la tradition, car la tradition johannique d’Éphèse — cœur anatolien de celle-ci — a vu se télescoper les deux Jean, l'apôtre et l'auteur de l'Apocalypse.

### Recherche contemporaine

#### Auteur et localisation

Localisation des sept cités et de l'île de Patmos, en Asie Mineure.

À quatre reprises dans le texte, le voyant se présente sous le nom de Jean, un prénom très fréquent dans les écrits néotestamentaires. Il se décrit comme résidant sur l'île de Patmos « à cause de la Parole de Dieu et du témoignage de Jésus », ce qui est généralement interprété comme un exil forcé à la suite de ce qu'on appellerait aujourd'hui un délit d'opinion.
L'analyse exégétique contemporaine s'oppose à la tradition. Rien ne permet en effet d'identifier Jean de Patmos à l'apôtre Jean : avant tout, l'auteur ne revendique jamais ce titre. Il revendique seulement la qualité de serviteur et il affirme que pour lui le groupe des apôtres appartient au passé. Il n'utilise pas davantage le titre d'« Ancien » (« presbytre ») dont parle Papias.
L'auteur est vraisemblablement un membre des communautés judéo-chrétiennes d'Asie Mineure, connu des sept Églises auxquelles il s'adresse, et dont le texte peut laisser penser qu'il était un prophète itinérant, peut-être distinct des autres prophètes par une certaine autorité.
En se fondant sur l'analyse exégétique et textuelle, certains pensent, du fait que le grec utilisé est le plus pauvre des écrits néotestamentaires, que sa langue d'origine est l'araméen ou l'hébreu. Cela rend crédible la thèse qui fait de l'auteur un prophète judéo-chrétien ayant fui la Palestine à la suite de la révolte juive des années 60, et réfugié en Asie Mineure — peut-être à Éphèse — avant de s'exiler à Patmos. Mais ils estiment peu vraisemblable que ce soit sous la « persécution de Domitien » — une tradition forgée par les apologètes chrétiens du IIe siècle sur la base de la propagande sénatoriale romaine contre la mémoire de l'empereur — et dont la réalité est fortement remise en question par les historiens. Il est même douteux qu'aucune poursuite de chrétiens ait eu lieu en Asie sous son règne.
Patmos n'est d'ailleurs pas une île d'exil impérial, et il n'est pas exclu que l'auteur s'y soit rendu de sa propre initiative, peut-être à la suite d'une affaire municipale. Car l'orientation de la crise de l'Apocalypse n'est pas nécessairement liée à des évènements politiques particuliers : l'auteur de Patmos apparaît plutôt en conflit avec la société romaine que le contraire. Il porte un regard critique sur les pouvoirs humains et invite ses auditeurs chrétiens — qui « installés » dans le monde en oublient la proclamation du temps nouveau — à s'envisager de la sorte. Ainsi, la recherche exégétique tend à passer de l'idée d'une « littérature de crise » en raison de persécutions à une littérature cherchant à provoquer une crise dans une période de consensus marquée par la continuité de la Pax Romana.
Les relations de cet auteur avec la tradition et l'école johannique sont encore débattues au XXIe siècle. On trouve des points de convergence et des parallélismes entre les deux écrits, mais aussi des différences de forme, tant littéraire que théologique. Une majorité de chercheurs incline à ne pas associer Jean de Patmos aux courants johanniques, même si des contacts ont pu avoir lieu.

#### Datation
La majorité des exégètes actuels s'accorde pour dater l’Apocalypse de la fin du règne de Domitien, donc entre les années 80 et 96. Domitien a développé significativement le culte impérial, particulièrement en Asie Mineure, comme le suggère le récit apocalyptique. Ce culte a pu heurter la foi des chrétiens, eux-mêmes suspects aux yeux de l'empereur, probablement hostile à un groupe entraînant ses membres vers le culte exclusif d'un dieu aniconique. Cette option existe depuis longtemps dans l'exégèse, mais était liée à une « persécution de Domitien » dont la réalité est désormais profondément remise en cause, sans pour autant que la datation de l’Apocalypse le soit elle-même pour cette période, qui reste la plus vraisemblable.
Des datations plus anciennes ont été proposées. Une estimation haute place sa rédaction sous Néron, durant les années 60, ou à son successeur Galba, qui ne régna que sept mois, de la mort de Néron (9 juin 68) à son propre assassinat (16 janvier 69). « La capitale bâtie sur sept collines ne peut être que Rome, que les Romains eux-mêmes aimaient à désigner ainsi. Ses rois sont donc les empereurs romains [Apoc. 17:9-10]. L'auteur écrit pendant le règne du sixième, les cinq premiers appartenant au passé. Après Auguste, Tibère, Caïus, Claude et Néron, nous arrivons à Galba ». Cette date se réfère également à la tradition des persécutions néroniennes évoquée dans la vision apocalyptique. Cependant, s'il apparaît que Néron, dont la réputation était telle chez les chrétiens qu'il représentait l'Antéchrist, a plutôt inspiré rétrospectivement le parallèle avec Domitien, ses violences antichrétiennes ne semblent pas avoir dépassé le cadre de Rome, à l'occasion de l'incendie de la ville. À l'inverse, les tracasseries ou harcèlements de Domitien envers les chrétiens — dont certains refusaient vraisemblablement de s'associer aux cultes publics — semblent s'être plus largement déployés, notamment en Asie Mineure et en Palestine. La tradition chrétienne ultérieure, influencée par des persécutions plus importantes, a pu amplifier les exactions commises contre les chrétiens et présenter les deux empereurs comme également coupables.

## Canonicité

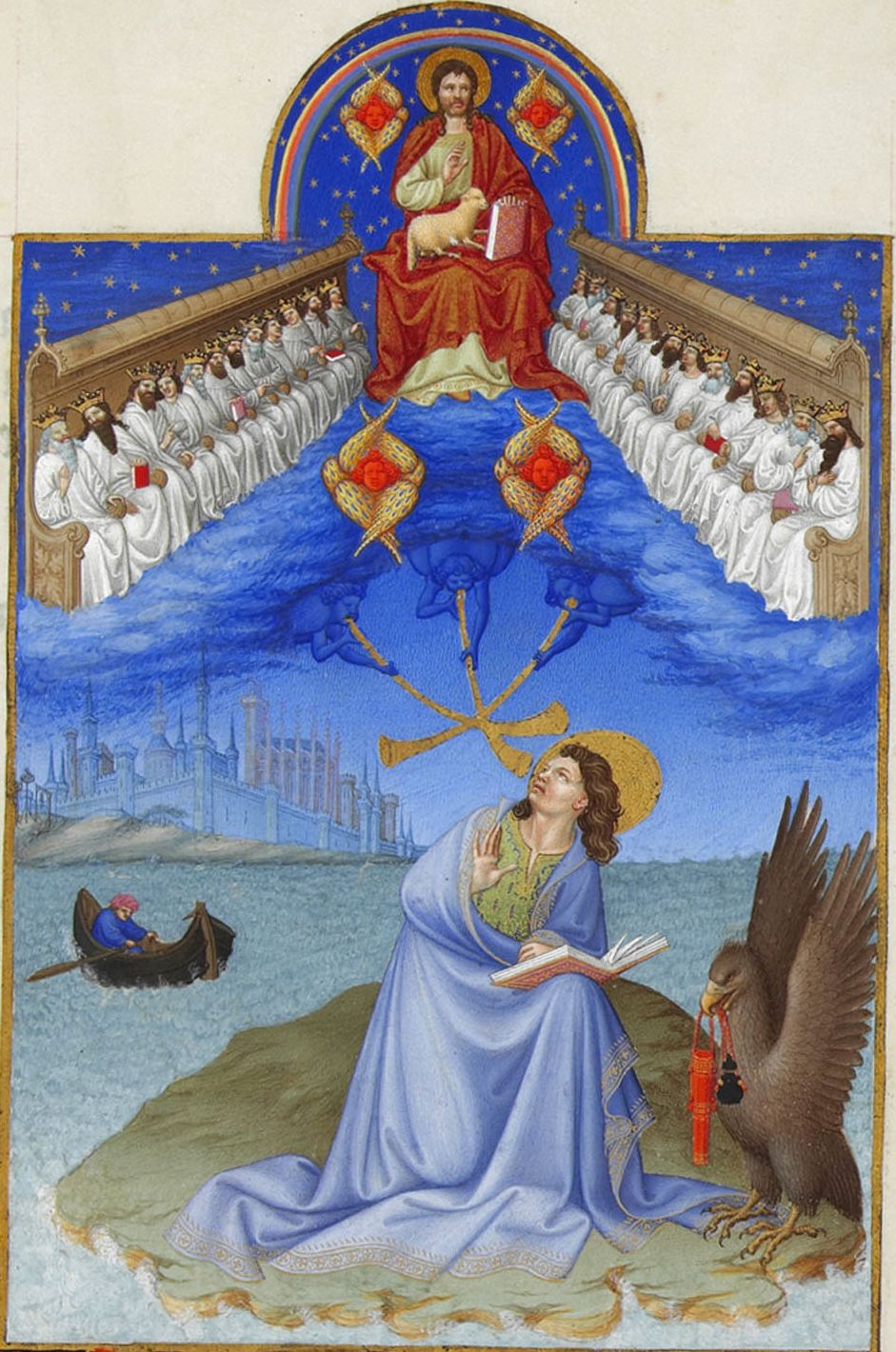
La vision de saint Jean à Patmos, Les Très Riches Heures du duc de Berry, musée Condé, Chantilly, ms.65, f.17.

L’Apocalypse est le dernier livre du Nouveau Testament canonique, et ce statut n'est pas contesté de nos jours.
Cependant, son admission dans le canon biblique a été assez difficile, notamment lorsque se posait la question de savoir si l'apôtre Jean en était ou non le rédacteur, et particulièrement en Orient, par son animosité contre l'empire romain.
D'une manière générale, dans l'Antiquité, le livre a été plutôt bien reçu dans les Églises occidentales, même si le prêtre romain chrétien Caïus — qui soupçonnait le texte de favoriser le millénarisme — le rejetait encore au début du IIIe siècle. Le fragment de Muratori, un document occidental et peut-être romain, daté du tournant des IIe et IIIe siècles, explique : « 71 Des apocalypses aussi, nous recevons seulement celle de Jean et celle de Pierre 72-73, que certains des nôtres ne veulent pas qu'on lise dans l'église ».
En Asie Mineure, vers la fin du IIe siècle, le livre de l’Apocalypse (ainsi d'ailleurs que l'Évangile selon Jean) est rejeté, en réaction aux affirmations des montanistes sur une nouvelle effusion de l'Esprit, qui exaltent la prophétie et l'attente millénariste. Au milieu du IIIe siècle, Denys d'Alexandrie — dont l'ouvrage Sur les promesses est cité par Eusèbe — conteste son authenticité johannique pour des raisons stylistiques, sans toutefois rejeter le texte qui lui paraît incompréhensible mais « que beaucoup de frères tiennent avec faveur ». Le texte est alors souvent rejeté en Orient, notamment pour l'usage qui en est fait selon une vision permissive du millénarisme. Eusèbe de Césarée se fait l'écho au IVe siècle des divergences qui divisent les Églises orientales à son sujet. Cependant, à la fin du IVe siècle, Athanase d'Alexandrie le reconnaît pleinement dans sa liste des 27 livres reçus.
Néanmoins, en l'absence de décision conciliaire sur les limites exactes du canon de l’Église grecque, le texte demeure souvent rejeté ; en Syrie et dans les Églises de langue syriaque, la Peshitta délimite un canon de 22 livres dont l’Apocalypse est absente . Le concile in Trullo de 692, fondé sur des documents anciens qui ne s'accordent pas sur le canon, ne parvient pas à trancher la question pour l’Église grecque. Le texte, violemment opposé à l'empire romain, est contesté dans l'Église impériale de Constantinople jusqu'au IXe siècle, tandis que l'Arménie ne l'admet qu'au siècle suivant.
Pour l’Église latine, des décisions conciliaires sont arrêtées, notamment par les synodes régionaux de Carthage de 397 et de 419, fixant à 27 le nombre des livres reçus, en retenant l’Apocalypse.
À l'époque de la Réforme protestante, Luther lui accorde un rôle secondaire, Zwingli ne le compte pas parmi les Écritures et Calvin n'en fait aucun commentaire.

## Plan et contenu

### Plan

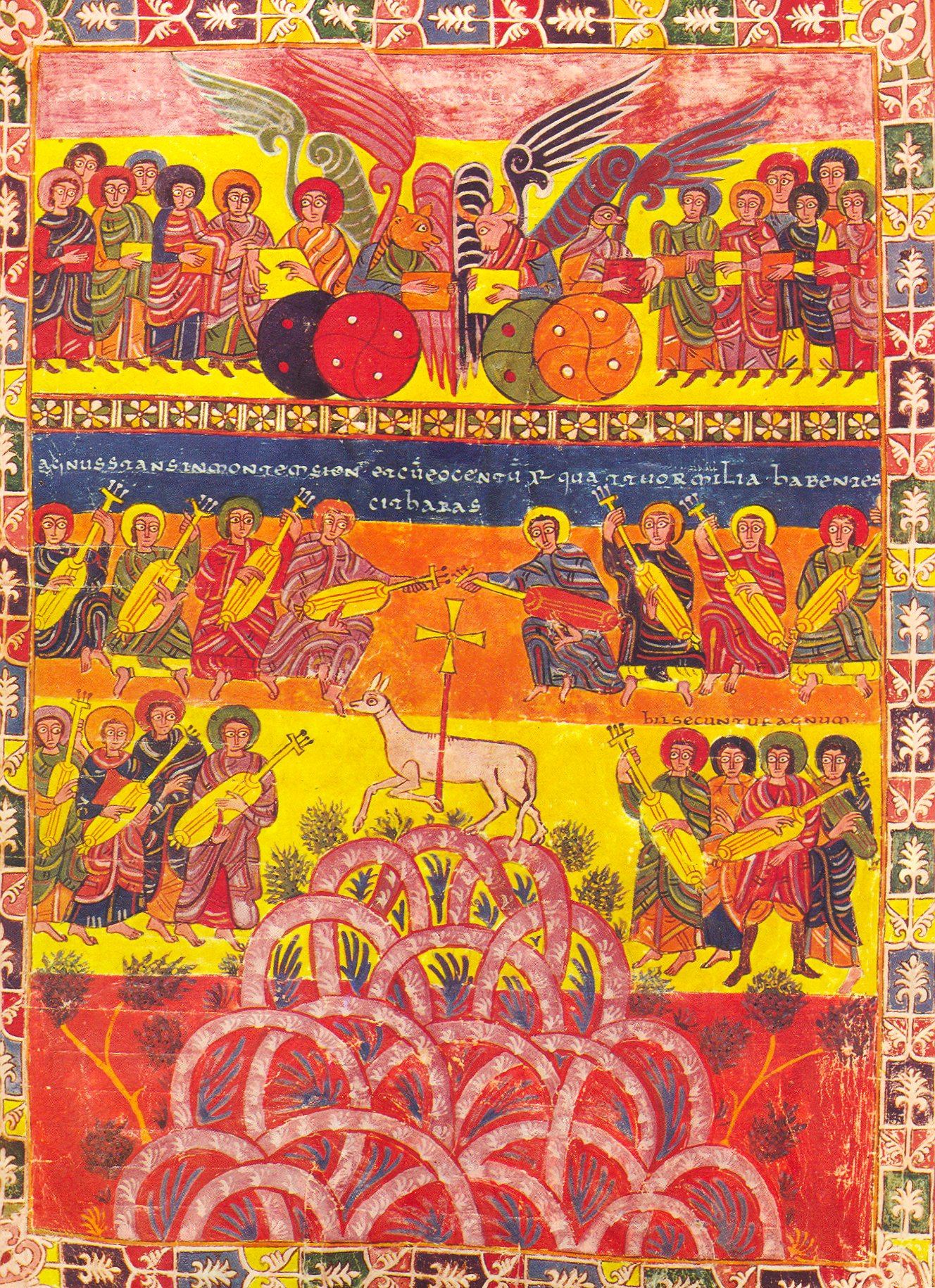
L'Agneau sur le Mont Sion (Apocalypse XIV). Beatus de Morgan, vers 940-945.

Ce plan a été proposé par Raymond Edward Brown dans son ouvrage Que sait-on du Nouveau Testament ?.

#### B. Lettres aux sept Églises: 1,4-3,22 (Ap 1,4-Ap 3,22)
- Formule d'ouverture avec louange, promesse et réponse divine (1,4-8)
- Vision inaugurale : le Fils de l'homme (1,9-20) (Ap 1,9-20)
- Sept lettres (2,1-3,22)

#### C. Première partie de l'expérience de révélation: 4,1-11,19 (Ap 4,1-Ap 11,19)
- Vision de la cour céleste : l'Unique sur le trône et l'Agneau (4,1-5,14)
- Sept sceaux (6,1-8,1)
- Sept trompettes (8,2-11,19)

#### D. Deuxième partie de l'expérience de révélation: 12,1-22,5
- Visions du dragon, des Bêtes et de l'Agneau (12,1-14,20)
- Sept fléaux des sept coupes (15,1-16,21)
- La chute de Babylone (17-18)
- La victoire du Christ ressuscité sur les forces du mal (19-20)

### Prologue et lettres
Les chapitres 1-3 contiennent un prologue où le livre est présenté comme une « révélation de Jésus-Christ » communiquée par un ange à un voyant, le « serviteur Jean » (τῷ δούλῳ αὑτοῦ Ἰωάννῃ), dans laquelle le Christ révèle le sens divin de l'époque, « ce qui doit arriver bientôt » et comment le peuple sera bientôt délivré.
L'adresse du texte (1,4-8) précise les destinataires visés par l'auteur : les « sept Églises qui sont en Asie ». La dimension pascale est centrale et le Christ est présenté à travers l'autorité que lui confèrent sa mort et sa résurrection, et Dieu comme « celui qui était, est et vient », (ὁ ὢν καὶ ὁ ἦν καὶ ὁ ἐρχόμενος), l'« Alpha et l'Oméga », la première et la dernière lettres de l'alphabet grec, symbolisant l'existence de Dieu au commencement et à la fin. Suit une première vision du Christ (1,9-20) qui apparaît avec des attributs merveilleux et royaux attestant sa divinité. Les chapitres 2 et 3 regroupent des lettres adressées aux différentes communautés de chrétiens des villes d'Asie Mineure occidentale, la plus longue étant adressée à Thyatire et la plus courte à Smyrne. L'auteur avertit des dangers guettant les communautés, externes à celles-ci comme des persécutions, mais aussi internes, comme les faux enseignements et la suffisance, le consentement au monde présent ;  le nicolaïsme y est notamment dénoncé. Il évoque le martyre d'Antipas de Pergame.

### Visions

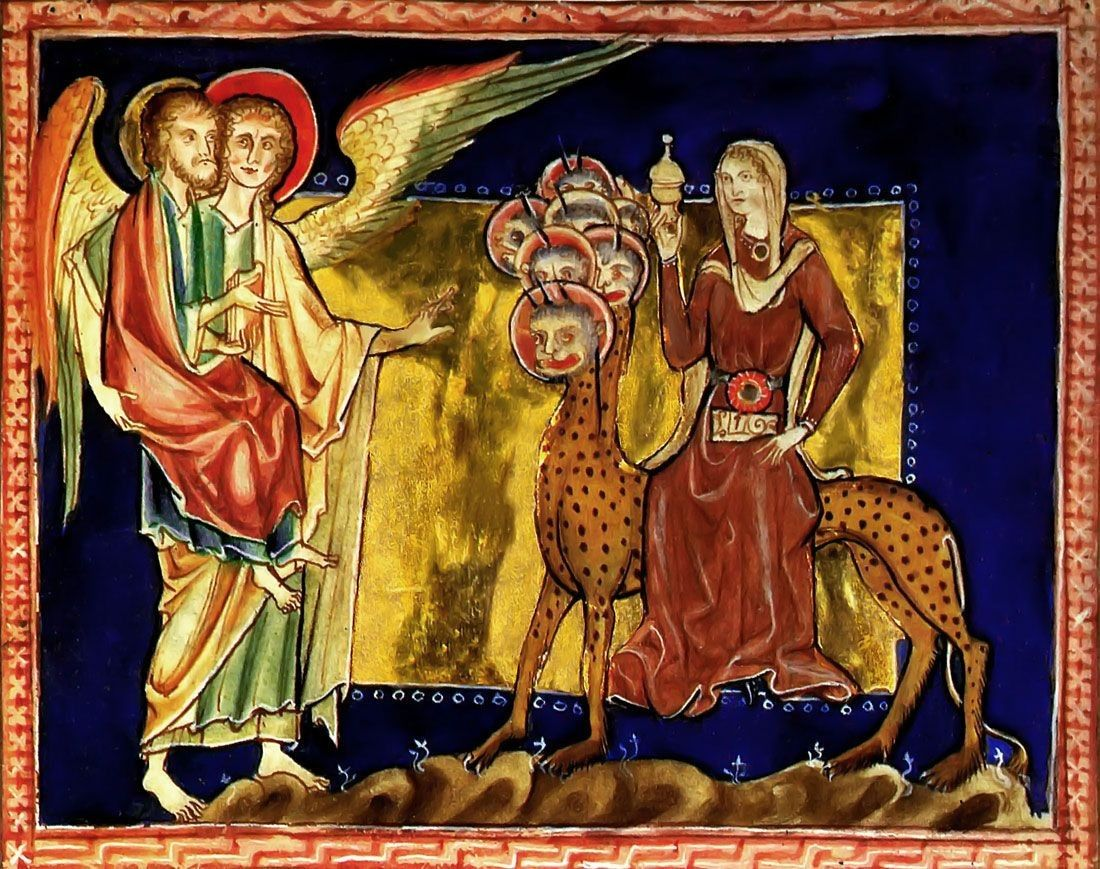
Vision de la grande prostituée assise sur un monstre à sept têtes. Apocalypse de Lambeth, 1260-1270.

Après cette partie épistolaire, il n'est pas aisé de discerner le plan d'ensemble que l'auteur a donné au livre mais, généralement, les exégètes s'accordent pour distinguer deux grandes parties dans l'expérience de révélation, l'une commençant avec la vision d'une porte ouverte dans le ciel (4,1), la suivante débutant par un grand signe qui apparaît dans le ciel (12,1).
La première série de visions est regroupée dans les chapitres 4 à 11 et débute (4-5) par les visions de Dieu et de l'Agneau, l'un créateur et l'autre rédempteur, entourés d'une cour céleste incluant le tétramorphe, glorifiés tour à tour dans une célébration cultuelle cosmique. Le « Livre aux sept sceaux », un codex qui peut être lu recto-verso, et scellé de sept sceaux, apparaît dans la vision ; il pourra être ouvert par l'Agneau.
La partie suivante de cette première série (6 à 11) met en scène le jugement du Monde comme témoignage de la colère et du jugement eschatologique de Dieu dans les chapitres concernant l'ouverture des sept sceaux (6,1-17 ; 8,1-5) — où apparaissent les Cavaliers de l'Apocalypse — et les sept trompettes de sept anges (8,6-9,21 ; 11,15-19), proposant une série de catastrophes qui ne sont interrompues que par la présentation des 144 000 élus et d'une foule de toutes nations (7) puis par l'épisode de l'ingestion du petit livre (10) et des deux témoins élevés au ciel (11), épisodes qui soulignent l'importance du témoignage.
La seconde série de visions (12-22,5) met en scène de manière symbolique la lutte eschatologique qui oppose Dieu, le Christ et son peuple à Satan et aux puissances terrestres inspirées par ce dernier. Elle commence par trois chapitres de visions qui introduisent le personnage du « Dragon » (12) — « l'antique serpent, celui qu'on nomme Diable et Satan », qui combat la descendance de « la femme » avant d'être vaincu par l'archange Michel pendant l'épisode de la guerre des anges — et des deux « bêtes », l'une issue de la mer, l'autre de la terre, qui dominent le reste de l'ouvrage dans des passages qui sont souvent considérés comme le cœur de l’Apocalypse. La Bête surgie de la mer (13,1-10), avec dix cornes et sept têtes, incarne les persécutions de l'empire romain idolâtre tandis que la Bête venue de la terre (13,11-18), avec deux cornes tel un agneau mais parlant comme le Dragon, est une parodie malveillante du Christ, assimilée à un faux prophète : elle marque les gens sur la main ou sur le front, à l'instar des serviteurs de Dieu. Elle incarne le système impérial dominant, le culte de l'empereur et le sacerdoce païen à son service qui menacent ceux qui refusent de se plier à ses règles.
La communauté des 144 000 en communion avec l'Agneau (14, 1-5) survit aux assauts des Bêtes et du Dragon et le jugement auquel Satan et ses affidés seront soumis est ensuite décrit (14,6-20). Comme aux chapitres 8 et 9 apparaissent alors sept anges et leurs malheurs (15-16) avant que n'interviennent les jugements de la grande prostituée et de Babylone, symboles probables de Rome et de l'Empire idolâtre (17-18), dont les richesses et le luxe ne sont que des biens fragiles et éphémères.

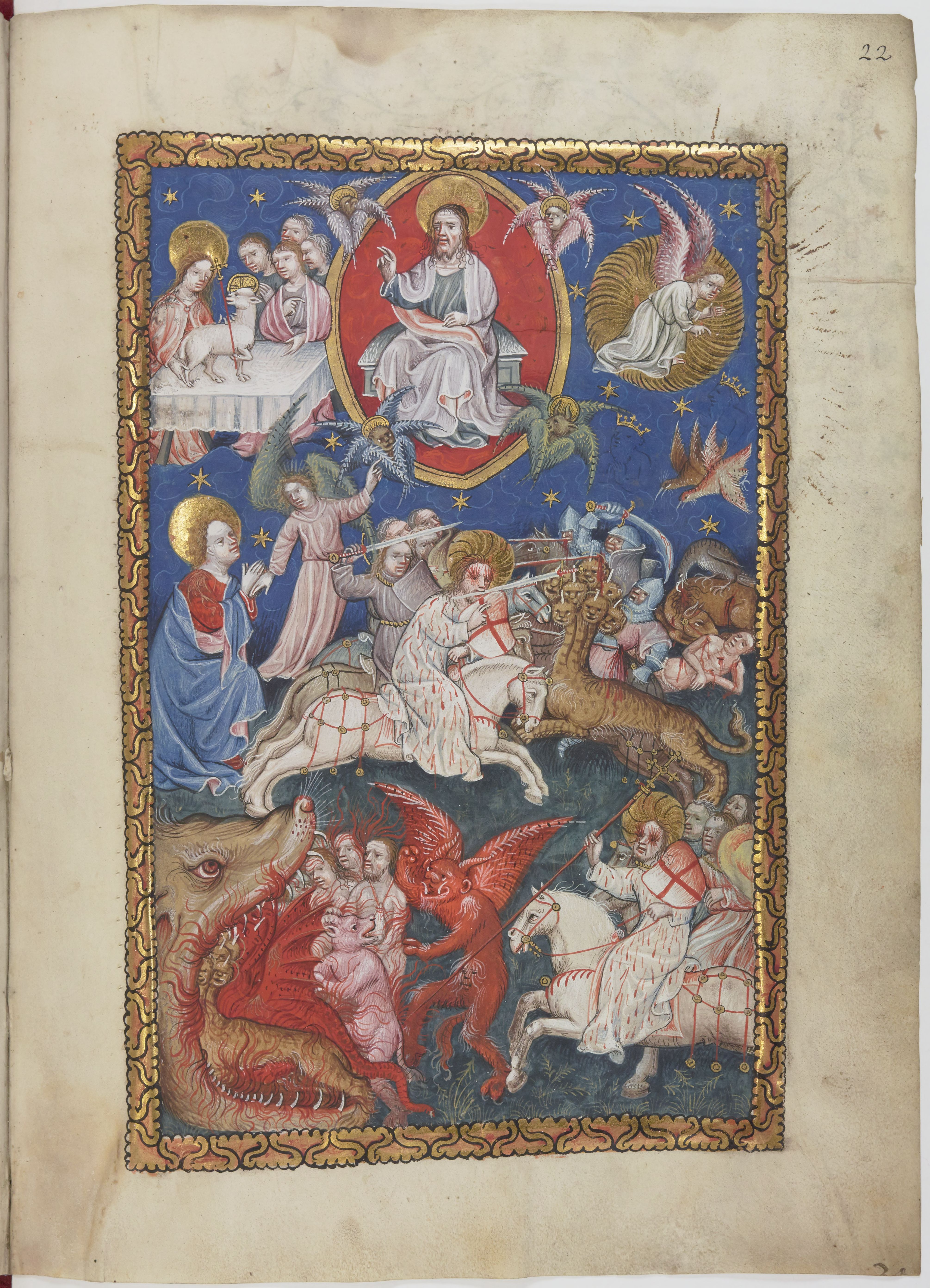
Adoration du Christ. Noces de l'agneau. Ange appelant les oiseaux. Combat contre la bête. La bête et le faux prophète dans le feu., Apocalypse flamande, vers 1400.

Les croyants célèbrent alors la victoire (19,1-10) tandis que le jugement, au-delà du seul Empire, devient cosmique (19,11-20) ouvrant à la victoire du Messie sur les Bêtes, le faux prophète (19,21-20) et le Dragon momentanément enchaîné pour mille ans, pendant le règne sur terre du Christ et des saints martyrs (20,1-6) avant l'affrontement final avec Satan libéré. Celui-ci rassemble Gog, Magog et les nations de la Terre avant d'être précipité dans le lac de feu où ont déjà échoué les Bêtes avant lui (20,7-15).
C'est alors la venue du nouveau monde, de nouveaux cieux et d'une nouvelle terre remplaçant les précédents, dévastés tandis qu'une nouvelle Jérusalem descend du ciel (21-22).

### Épilogue
L'épilogue est composé des versets 6 à 21 du chapitre 22. Il met à nouveau en valeur le voyant ainsi que son propos prophétique appuyés par l'autorité de l'Alpha et Oméga, demande de ne pas le maintenir secret car la fin des Temps est proche et de ne rien retrancher ou ajouter aux paroles prophétiques de l'ouvrage. Ayant présenté les termes de la victoire du Christ, l'auteur exprime la certitude de son accomplissement qui s'exprime dans la proclamation liturgique finale : « Maranatha, viens Seigneur Jésus » (22,21).

## Interprétations

### Interprétations générales

#### Symbolique auIersiècle
La littérature apocalyptique, développée dans le judaïsme et répandue à l'époque chrétienne, est une littérature de résistance par laquelle les visionnaires font entendre un message d'interpellation, en portant un regard critique sur le monde dans lequel ils vivent, mais aussi d'espérance pour des groupes fragilisés ou opprimés. L’Apocalypse de Jean s'adresse à son auditoire dans un langage symbolique qui permet de décrire l'action divine et l'avènement d'un nouveau monde, ainsi que la réalité transcendante dont il rend compte.
Le langage et les codes utilisés visent des auditoires particuliers dont les élus peuvent comprendre les images, sans que celles-ci soient ésotériques pour autant. Elles sont en effet parlantes pour les auditeurs du Ier siècle, habitués aux références vétérotestamentaires, aux Écritures judaïques et aux allusions métaphoriques à la situation politique du temps. Ce langage symbolique doit éloigner de toute interprétation littérale : son objet n'est pas de proposer un déroulement de faits chronologiques mais plus résolument d'annoncer un message salvifique dans l'histoire des hommes, la victoire de Dieu et du Christ sur Satan et les forces du mal. Dans cette optique, le texte ne peut être reçu que dans son entier plutôt que découpé en analyses spéculatives sur des passages isolés : l'interprétation fragmentaire de ces symboles serait par essence anachronique, appliquée à un autre temps que le Ier siècle auquel le texte est destiné, et souvent fantaisiste.

#### Commentaires ultérieurs
Le langage symbolique de ce livre a ouvert la voie à de très nombreuses interprétations, qui diffèrent selon les sensibilités et les époques. Cependant quatre grands courants sont en général proposés.
Un premier courant développe une approche « prétériste » (praeter : devant), qui s'attache au contexte historique dans lequel le livre a été rédigé, prenant essentiellement en considération l'auteur et le public contemporain auquel il s'adresse. Cette approche considère les prophéties comme réalisées, soit, pour certains avec la chute du Temple de Jérusalem en 70, soit, pour d'autres, avec la chute de Rome au Ve siècle. C'est l'approche retenue par la plupart des confessions chrétiennes comme les catholiques, les anglicans, les presbytériens…
Le deuxième courant, « présentiste » ou « historiciste », fait le rapprochement de l'actualité et des événements décrits dans le texte. Cette approche a été populaire dès le christianisme primitif, par exemple avec l'un des premiers commentateurs de l'Apocalypse, Victorinus de Pettau, et a connu son apex au début de la Réforme, au XVIe siècle. Un de ses représentants les plus marquants est le cistercien Joachim de Flore, qui a livré le premier commentaire historiciste complet. De nombreux auteurs ont soutenu cette vision, comme Wycliffe, Luther, John Knox ou encore Isaac Newton. Cette approche se retrouve désormais essentiellement dans des branches fondamentalistes ou conservatrices du christianisme. Elle a servi de prétexte à de nombreuses prédictions de fin du monde.
Le troisième courant, « futuriste », « dispentionaliste » ou « eschatologique », voit dans ce livre une peinture des événements encore à venir, une prophétie. Les sept communautés auxquelles s'adresse l'auteur sont lues non comme des Églises mais comme sept périodes de l'histoire — ou « dispensations » — et les tenants de cette interprétation considèrent généralement qu'ils vivent dans la sixième, pénultième avant la fin des temps. C'est une lecture que partageaient certains Pères de l'Église comme Irénée de Lyon ou Justin de Naplouse et que l'on retrouve essentiellement au sein des courants évangéliques conservateurs. Cette approche a donné lieu à de multiples interprétations, visant à rattacher les symboles à des événements du présent.
Le quatrième courant, « idéaliste », voit l’Apocalypse comme un combat entre les forces du bien et celles du mal qui résident en chaque homme. Elle est marquée par l'optimisme postmillénariste et prolonge la tradition allégorique de l'école d'Alexandrie (dont Clément et Origène) s'opposant alors à la lecture littéraliste adoptée par l'école d'Antioche. Tout y est affaire de symboles et de spiritualité, la lecture de l'ouvrage ne se référant à aucun évènement historique passé ou à venir : l'Apocalypse délivre des vérités chrétiennes universelles et éternelles. Cette lecture positive  a contribué à l'intégration du livre dans le canon biblique et a été développée au siècle des Lumières par des théologiens postmillénaristes comme Jonathan Edwards.

### Millénarisme

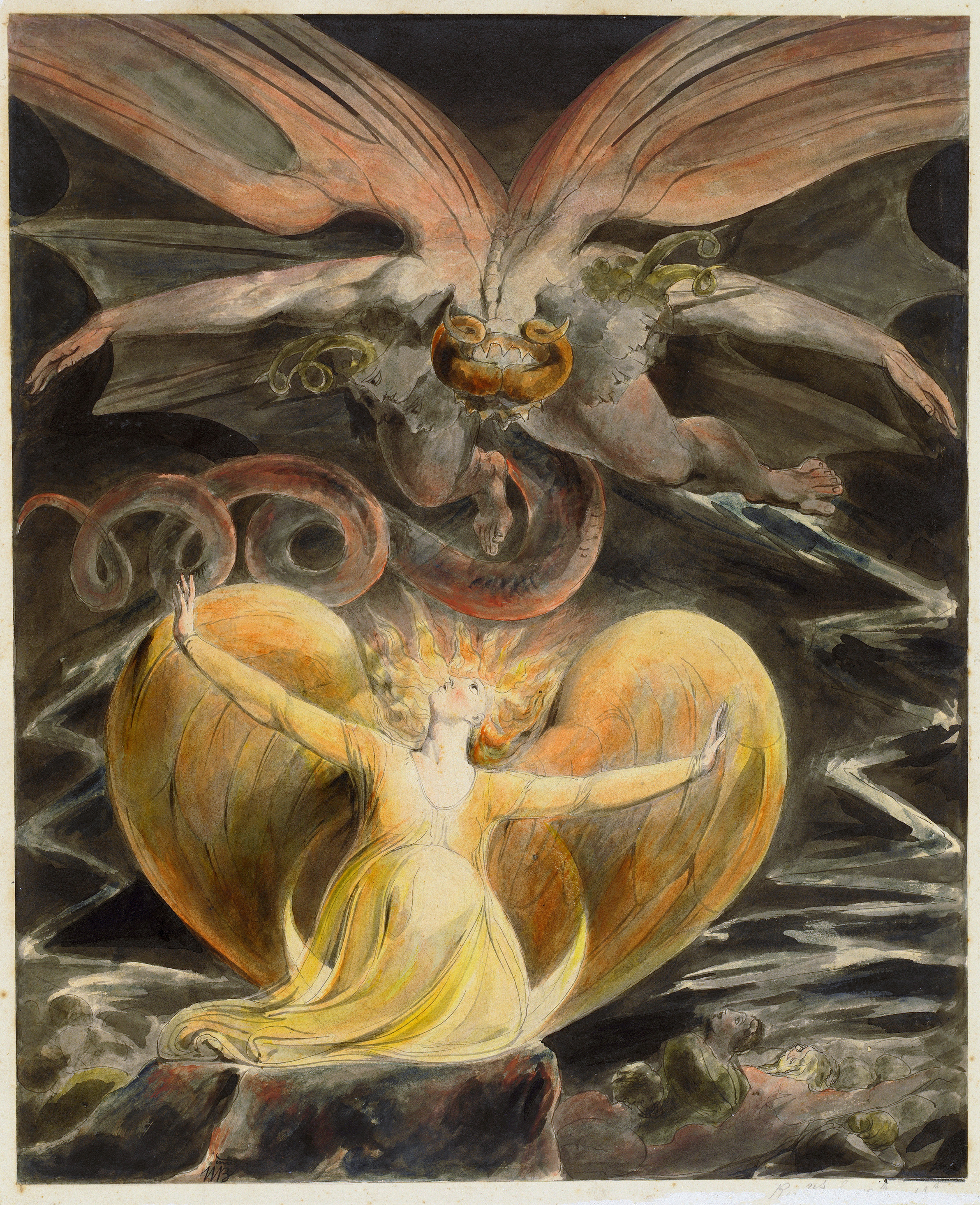
William Blake : Le grand Dragon rouge et la femme enveloppée de soleil.

Le millénium est le terme employé pour désigner le règne de mille ans de Jésus-Christ sur Terre décrit dans le chapitre 20 de l’Apocalypse. Il existe plusieurs conceptions du millénium, qui peuvent être globalement classées en trois catégories.
- Les prémillénaristes ou millénaristes conçoivent le millénium littéralement : le règne de 1 000 ans du Messie sur Terre. Le retour de Jésus-Christ, qui met fin au règne des deux Bêtes et du faux prophète, amène le début du millénium. Selon certains, l'Église serait enlevée dans un premier temps, puis accompagnerait la parousie, débutant ainsi le millénium. Après ce millénaire auraient lieu la disparition de la Terre devant Dieu et le Jugement dernier.

- Les postmillénaristes pensent que le retour de Jésus-Christ se fera après les mille ans de règne. Ils assimilent le millénium avec le règne de l'Église catholique. Les mille ans, et la première résurrection d'Ap 20. 1-6 correspondraient à une victoire provisoire de l'Église du Christ après la chute annoncée de l'Empire romain (cf. Ap 18. 21). En somme un temps de chrétienté, avant un retour offensif de l'esprit du mal (cf. Ap 20. 7). La thèse de Gaston Georgel (Les quatre âges de l'Humanité) s'inscrirait dans cette perspective qui situe le millénium comme étant compris entre l'édit de Milan (phonétiquement 1 000 ans) en 313 et la destruction de l'ordre des Templiers en 1313. Cette thèse fondée sur les travaux d'un ecclésiastique, Decouvoux, fait du millénium l'âge d'or du christianisme, comme prélude au déchaînement de Satan vers la fin d'un cycle.
- Les amillénaristes refusent la pensée d'un règne de Jésus-Christ sur Terre. Ils assimilent le millénium au règne éternel (Ch. 21 et 22) et appliquent les prophéties concernant le rétablissement d'Israël à l'Église.

### Eschatologie
Plusieurs autres textes de la Bible parlent de la fin des temps. Au début du chapitre 24 de l'Évangile selon Matthieu, Jésus est interrogé sur le moment et les signes de son avènement et de la fin du monde. Le Livre de Daniel, présente lui aussi des prophéties ayant trait à la fin des temps. Plusieurs théologiens protestants dont Charles-Auguste Auberlen font le rapprochement. Le prophète Isaïe évoque lui aussi de nouveaux cieux et une nouvelle terre, comme dans les derniers chapitres de l’Apocalypse.
Les trompettes sont un thème important de l'eschatologie. Les trompettes de Jéricho qui annoncent la conquête de la terre promise par Josué sont parfois mises en parallèle avec les trompettes de l’Apocalypse qui annoncent la seconde venue de Jésus.

### Le «nombre de la Bête»
Un « nombre de la Bête » figure dans le texte au chapitre 13, verset 18. Ce nombre est « six cent soixante-six » ou, en chiffres arabes, « 666 », quoique quelques manuscrits comportent le nombre « six cent seize » ou « 616 » ou encore « 665 ».
Cette marque relevant de la spéculation littéraire chiffrée commune au genre littéraire apocalyptique doit permettre d'identifier la Bête de l'Apocalypse — sans qu'il soit précisé laquelle — dans une symbolique, déjà présente dans le livre de Daniel, qui représente un pouvoir politique. Ce nombre de la Bête a donné lieu à nombre d'interprétations à travers les siècles.

## Œuvres inspirées par l'Apocalypse

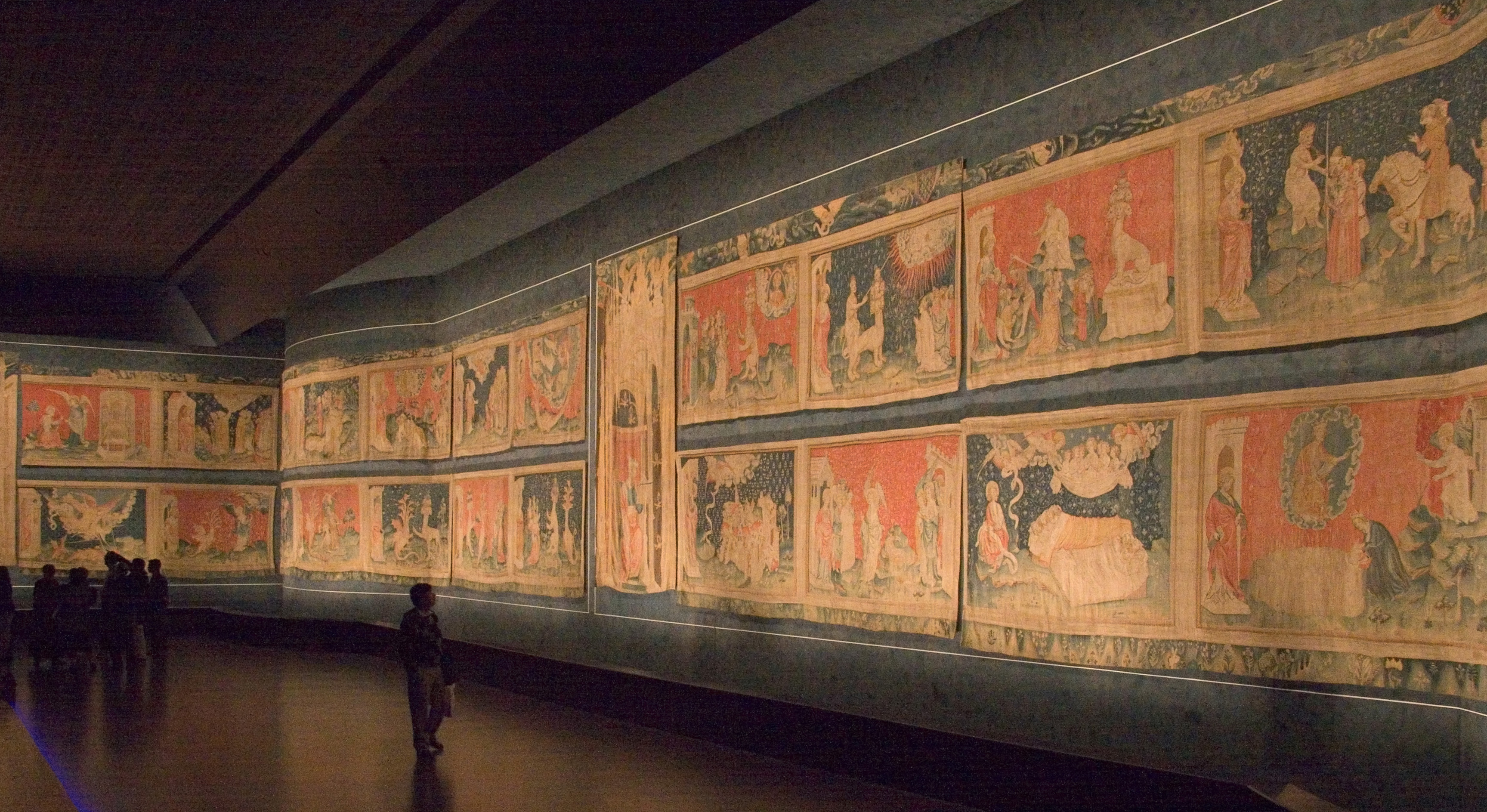
Tenture de l'Apocalypse. Angers.

L'importance de l’Apocalypse dans le christianisme occidental s'est traduite dans l'iconographie chrétienne, notamment au Moyen Âge et à la Renaissance. Il est moins systématique dans l'orthodoxie. La musique religieuse a également abondamment traité le sujet. Pour des raisons opposées (la présence du péché et l'occurrence de la damnation), la thématique apocalyptique a également un certain succès dans le hard rock et le metal.

### Arts graphiques
- L'Apocalypse de 1313, un manuscrit de l'Apocalypse de Jean enluminé.
- L'Apocalypse de Douce, un manuscrit de l'Apocalypse de Jean enluminé.
- L'Apocalypse de Lambeth, un manuscrit de l'Apocalypse de Jean enluminé.
- L'Apocalypse de Trèves, un manuscrit de l'Apocalypse de Jean enluminé.
- L'Apocalypse de Trinity College, un manuscrit de l'Apocalypse de Jean enluminé.
- L'Apocalypse figurée des ducs de Savoie, un manuscrit de l'Apocalypse de Jean enluminé.
- L'Apocalypse flamande, un manuscrit de l'Apocalypse de Jean enluminé.
- Les peintures de la chapelle haute de l'église abbatiale de Saint-Chef (Isère)[69].
- Le tympan de l'Abbatiale Sainte-Foy de Conques, dans l'Aveyron.
- Le tympan de la Cathédrale Saint-Lazare d'Autun, en Saône-et-Loire, financé ou réalisé[70] par un certain Gislebert au XIe siècle.
- Le vitrail de l'Apocalypse de la cathédrale Saint-Étienne de Bourges (XIIIe siècle).
- La Tenture de l'Apocalypse d'Angers, datant du XIVe siècle.
- La rose de la Sainte-Chapelle (vers 1485-1490).
- Le jugement dernier, de la cathédrale Sainte-Cécile d'Albi (Tarn) (1474 et 1484).
- L'Apocalypse illustrée d'Albrecht Dürer, série de 15 gravures sur bois, 1498.
- L'Apocalypse figurée de Jean Duvet, gravures et texte français, 1546-1561.
- les nombreuses représentations du Jugement dernier dans la peinture médiévale.
- Les huit tapis de l'Apocalypse de Philippe II d'Espagne, tissés à Bruxelles chez Dermoyen en 1553-1555 dans le style de Bernard van Orley.
- Les grilles monumentales de l'église Saint Jean l'évangéliste à Dôle, Maurice Calka, 1964.
- Les vitraux du chœur de la Cathédrale Saint-Lazare d'Autun, 1559.
- Fresques de Goury Nikitine Cathédrale de l'Élévation de la Croix (Toutaïev), 1658.
- Encres et aquarelles de William Blake : A vision of the Last Judgment, 1808 ; Death on Pale Horse, 1800 ; The Whore of Babylon, 1809[71].
- Les représentations de l'Immaculée conception[72].
- L'Apocalypse de Saint Jean d'Odilon Redon, 1899.
- Le Jour du Jugement dernier de Vassily Kandinsky, peinture à l'eau et encre de Chine sous verre, 1912[71].
- Saint Jean, L'Apocalypse, livre enrichi de 20 lithographies originales hors texte par Édouard Goerg, 198 exemplaires numérotés, Jacques Hautmont éditeur, Paris, 1945.
- Fresques de l'Apocalypse selon Saint-Jean achevée en juin 1991, au Couvent de la Présentation de Manosque, par le peintre Jean Carzou (1907-2000).
- L'Apocalypse de Saint Jean, livre pesant 210 kg, réalisé par Joseph Forêt en 1960, illustré par des artistes célèbres : Salvador Dalí, Pierre-Yves Trémois, Georges Mathieu, Tsugouharu Foujita, Roger Lersy…
- Livre peint 7 (sept) Tonnerres, avec les extraits d’Apocalypse de Saint Jean (version Louis Segond) scriptés à l'encre de Chine et sept peintures à l'aquarelle Ouverture des sceaux, réalisé par l'artiste Serge Chamchinov en 2010[73].
- Apocalypse, suite de peintures du plasticien contemporain Philippe Guesdon, revisitant les 15 gravures de l'Apocalypsis cum figuris d'Albrecht Dürer. Ce travail présenté à la médiathèque du Grand Troyes, à Yerres et Abbeville a fait l'objet d'un catalogue: Ressentis, peintures de gravures, 2015 avec un texte de Gilbert Lascault.
- L'Apocalypse de Saint-Émilion, peinture murale de 38,5 m de long sur 5 mètres de haut, traitant de manière synchronique et non chronologique de l'ensemble de l'Apocalypse, dans le cloître de la Collégiale. C

Galerie
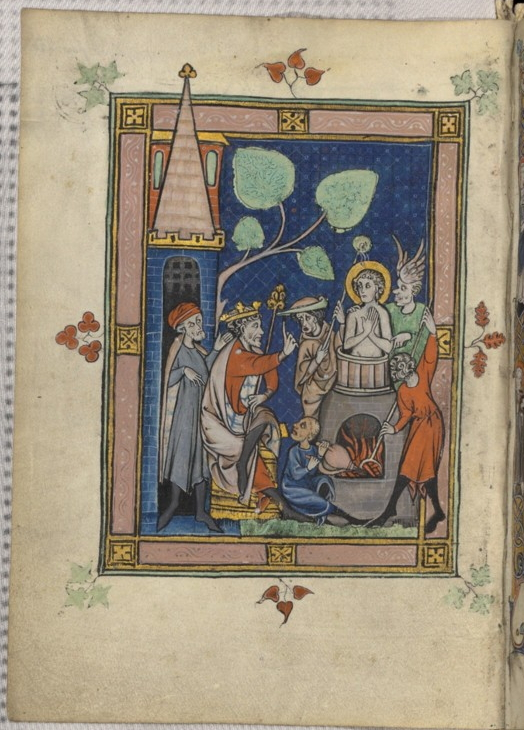
Apocalypse dite de 1313 : le martyre de saint Jean, Bibliothèque nationale de France.
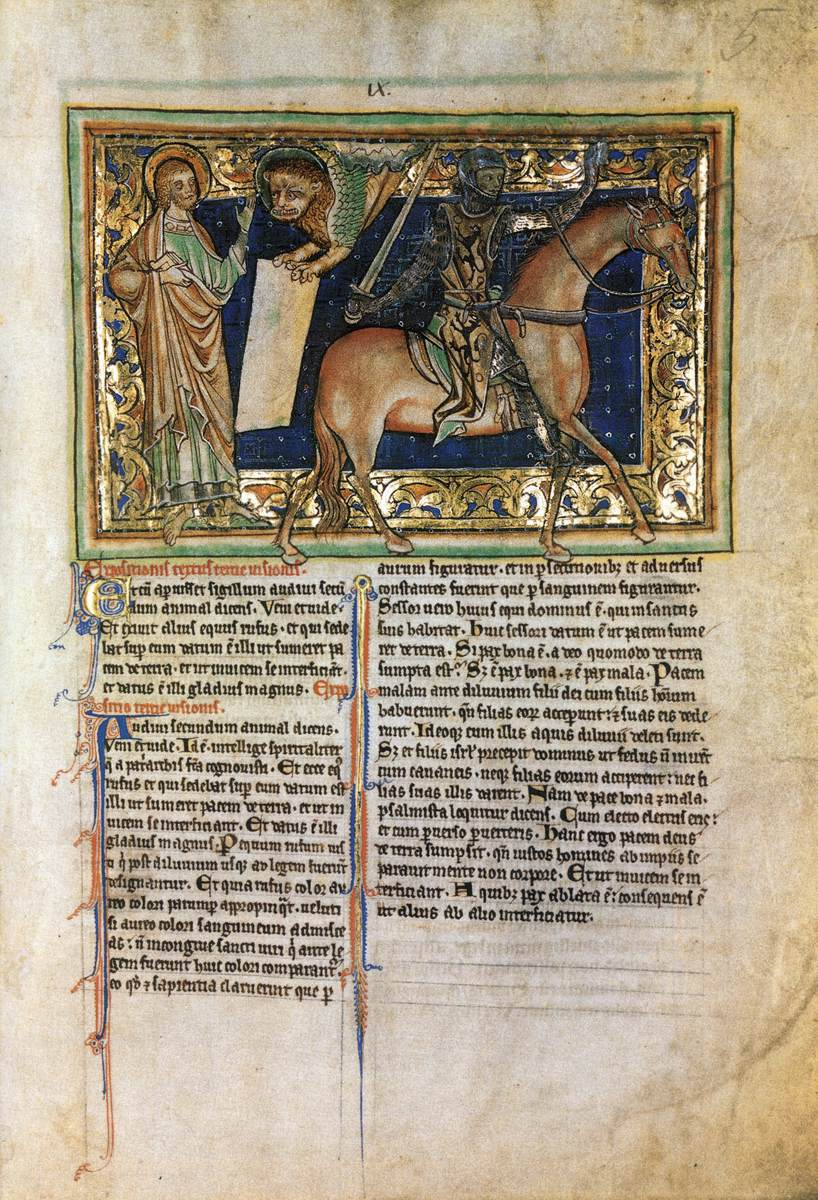
Apocalypse de Lambeth : les visions d'Ezechiel, Lambeth Palace.
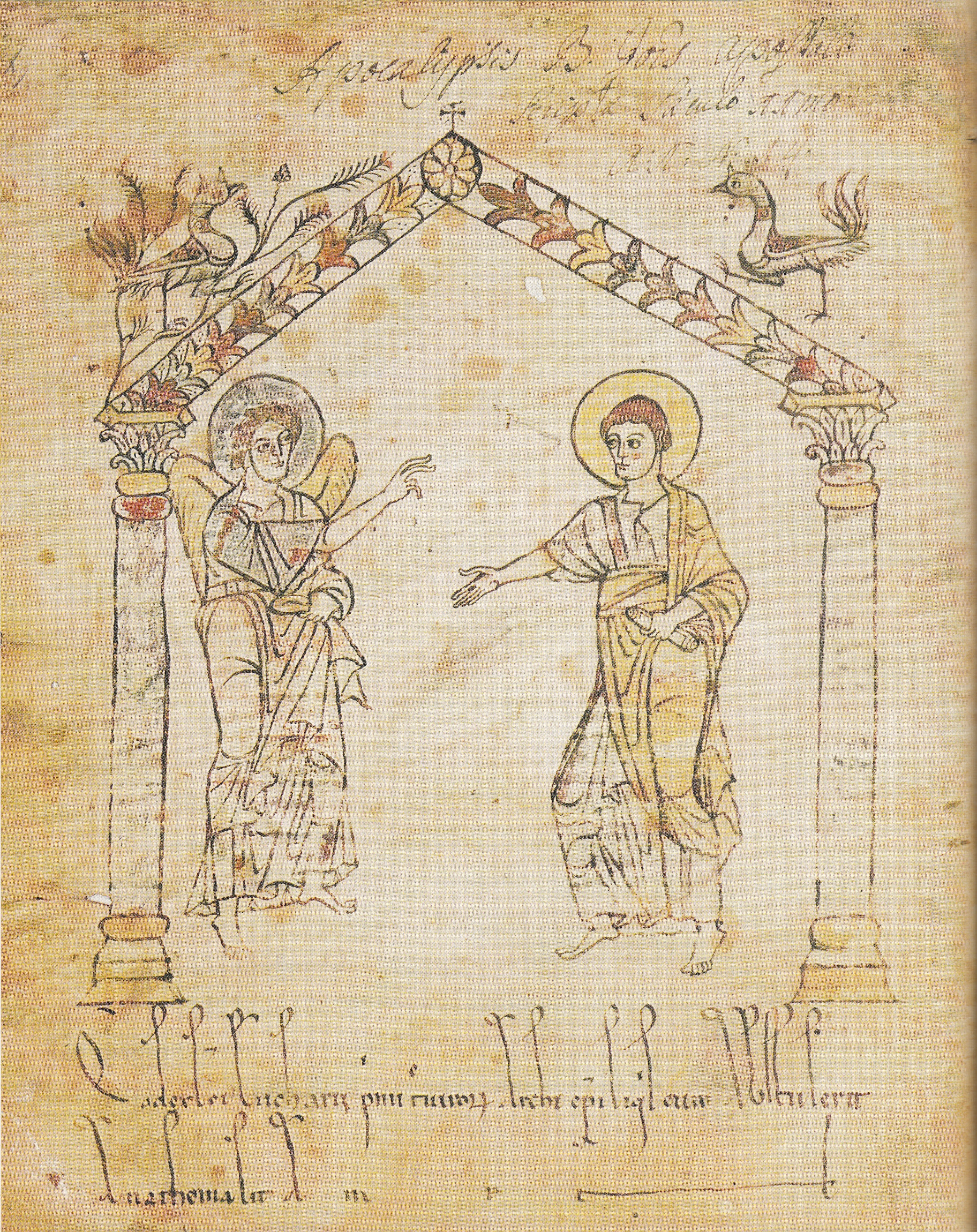
L'apparition de l'ange à Jean, (Codex 31), bibliothèque de la ville de Trèves.
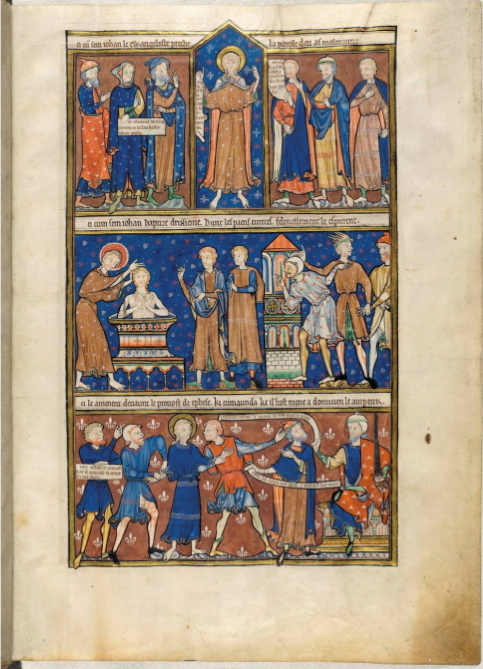
Apocalypse du Trinity College : première page, vers 1250, Trinity College (Cambridge).
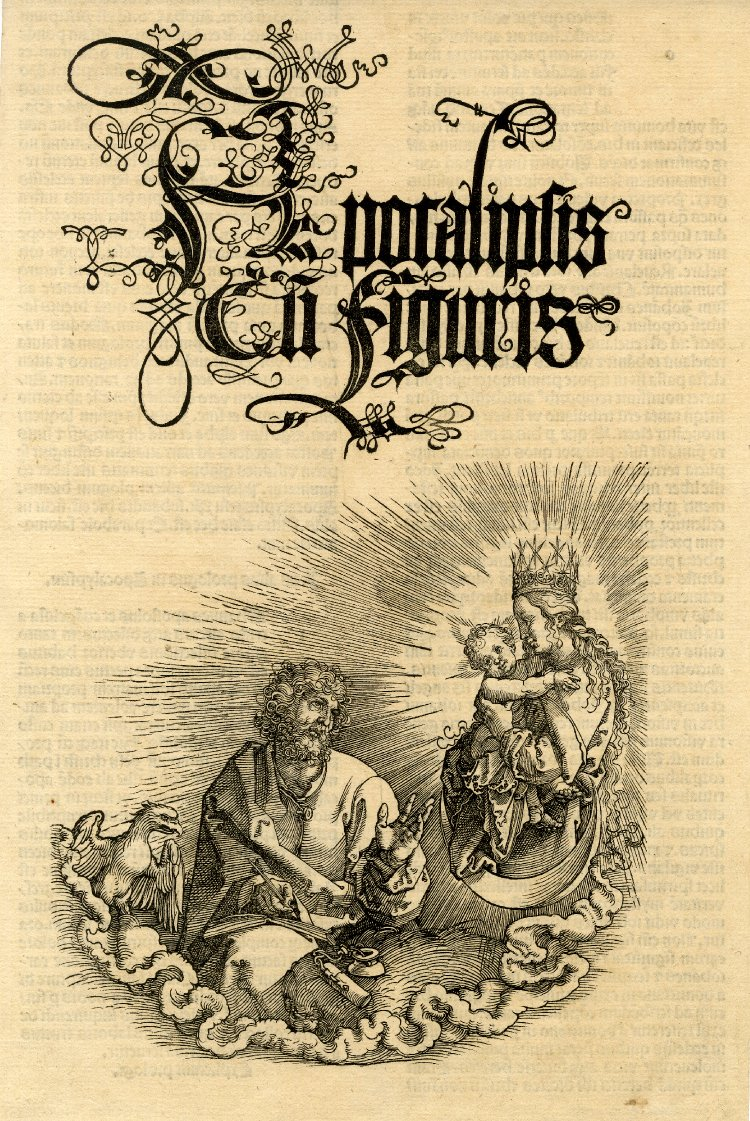
L'Apocalypse (Dürer), suite de 15 xylographies, Albrecht Dürer.
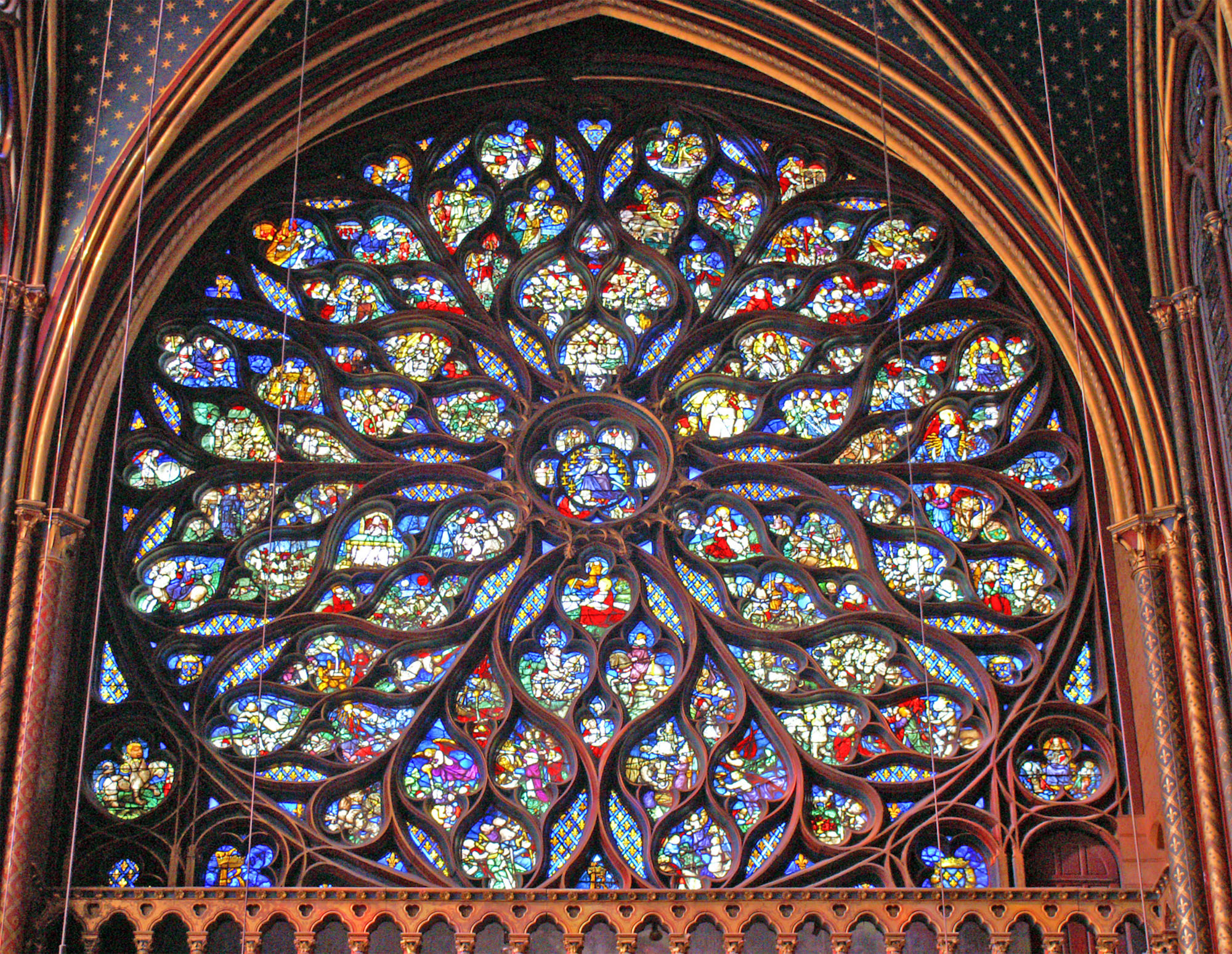
Vitrail de l’Apocalypse selon saint Jean (rosace occidentale), Vitraux de la Sainte-Chapelle du Palais.

### Musique
- Une partie du texte des messes de requiem se réfère au Jugement dernier et à l'Apocalypse (Dies iræ en particulier).
- Pierre Henry a composé en 1968 une œuvre de musique concrète de 1h41 intitulée L'Apocalypse de Jean, d'après une traduction de Georges Lévitte. L'œuvre est narrée par Jean Négroni[74].
- Le Quatuor pour la fin du Temps d'Olivier Messiaen a été inspiré par une citation de l'Apocalypse de Saint Jean.
- L'oratorio L'Apocalypse selon Saint Jean du compositeur Jean Françaix, créé en 1942 à Paris
- Bob Marley se réfère abondamment à l'Apocalypse dans ses chansons, notamment dans son célèbre Redemption Song et dans Natural Mystic (où il évoque notamment les trompettes).
- Johnny Cash fait aussi référence à l'Apocalypse dans sa chanson The Man Comes Around.
- L'album 666 des Aphrodite's Child.
- Le groupe heavy metal Iron Maiden a composé une chanson intitulée The number of the beast dans laquelle il fait référence à l'Apocalypse, en commençant par exemple par citer deux extraits de ce livre biblique[75]. L'album suivant, Piece of Mind, s'orne d'une citation extraite de l'Apocalypse.
- Le groupe de métal gothique Lacuna Coil a nommé une de ses musiques Apocalypse dans son album intitulé Black Anima.
- - Le groupe de métal gothique progressif Saviour Machine a réalisé une trilogie Legend Part I, II, III mettant en musique le livre de l'Apocalypse. Un quatrième disque serait en finalisation[réf. souhaitée]. Saviour Machine est un groupe californien étiqueté White Metal style, composé d'artistes chrétiens[76].
- The Rivers of Belief, troisième et dernier extrait du mouvement Back to the Rivers of Belief de l'album MCMXC a.D., d'Enigma, y fait référence (avec le sample d'un titre de l'album 666 des Aphrodite's Child), tout comme l'album.
- L'album Sounding the Seventh Trumpet du groupe de heavy metal américain Avenged Sevenfold.
- Un remix de la chanson Justify My Love de Madonna, The Beast Within Mix, n'utilise que le refrain et certaines paroles de la chanson, les couplets sont des phrases prises de l'Apocalypse de la Bible.
- Sur son disque Québec Love, de 1969, le chanteur québécois Robert Charlebois chante La fin du monde (avec Mouffe, Louise Forestier et Yvon Deschamps) dont les paroles sont basées sur l'Apocalypse. D'ailleurs, les paroles sont attribuées à Jean l'Évangéliste.
- Sur Playing the Angel, le groupe Depeche Mode a intitulé une chanson John the Revelator (titre d'un vieux blues) faisant référence à l'auteur de l'Apocalypse par opposition à l'Evangéliste.

### Littérature
- Armel Guerne : Les Jours de l'Apocalypse, poèmes d'Armel Guerne et visions de saint Jean, 76 planches en noir et en couleurs reproduisant des détails de l'Apocalypse de Beatus de Liébana, éditions Zodiaque, 1967.
- Dans le roman Le Nom de la rose d'Umberto Eco, les meurtres des moines sont mis en scène selon les prédictions de l'Apocalypse. De plus, Adso entame une longue rêverie face au tympan de l'église représentant l'Apocalypse ; c'est là qu'il fait la rencontre du frère Salvatore.
- La série de romans québécoise A.N.G.E. écrite par Anne Robillard traite de plusieurs points importants de l'Apocalypse.
- Dans l'univers de comics Marvel, les quatre Cavaliers de l'Apocalypse sont repris pour servir le super-vilain En Sabah Nur, alias Apocalypse.
- Dans le roman Guerre et Guerre, de Lázló Krasznahorkai.
- Michael D. O'Brien revisite lui aussi l'Apocalypse dans ses deux livres Père Elijah, une Apocalypse et Père Elijah à Jéruslaem.

### Cinéma et télévision
- L'un des chefs-d'œuvre d'Ingmar Bergman, Le Septième Sceau (mais le film se déroule en réalité pendant la peste noire).
- Les Quatre Cavaliers de l'Apocalypse, film de Vincente Minnelli (1962)
- Le film de science fiction Holocauste 2000.
- la série de films La Malédiction dont le premier volet sort en 1976.
- Le film de science fiction et d'horreur Alien 3 datant de 1992, de David Fincher évoque l'Apocalypse vu de l'œil de prisonniers sur une planète lointaine s'étant inventé une forme de religion mélangeant un fondamentalisme chrétien teinté de millénarisme apocalyptique.
- Les Rivières pourpres 2 : Les Anges de l'apocalypse de Luc Besson - 2004, a pour thème une mystique religieuse autour d'un Monastère Montaniste (Montanisme), des 12 apôtres de Jésus et de l'ouverture du Livre aux sept sceaux.
- La série télévisée américaine Supernatural, a pour thème l'Apocalypse durant les quatrième et cinquième saisons.
- La série télévisée Dexter, a pour thème l'Apocalypse durant la sixième saison, diffusée en 2011 aux États-Unis.
- La série Apocalypsis parle aussi de l'Apocalypse dans le cinquième livre Oméga.
- Le film Légion, l'armée des anges, de Scott Charles Stewart, sorti le 17 mars 2010, traite de l'Apocalypse exécutée par les anges sur ordre de Dieu.
- Le film de science-fiction Southland Tales (2006) de Richard Kelly dont l'intrigue est une adaptation libre de l'Apocalypse à notre époque (suite de la bande dessinée Southland Tales (en).
- Le film C'est la fin se déroule durant l'Apocalypse, mais la présente de façon comique.
- Les Cavaliers de l'Apocalypse apparaissent dans la série Sleepy Hollow.
- Dans la série The Messengers, les Messagers sont des anges dont l'objectif est d'empêcher l'Apocalypse en arrêtant les quatre Cavaliers de l'Apocalypse (Guerre, Pestilence, Mort et Famine).
- Dans le film Sherlock Holmes : jeux d'ombres, le prisonnier sataniste récite un passage de l'Apocalypse.

### Autres
- Apocalypsis cum figuris, spectacle du Théâtre-Laboratoire de Jerzy Grotowski. Première représentation en 1969, dernière en 1980.
- Le Ragnarök et la Völuspá de la mythologie scandinave. De nombreux chercheurs rapprochent ces textes de ceux de la Bible, notamment de l'Apocalypse[77],[78],[79],[80].
- La bande dessinée d'Alex Alice et Xavier Dorison, Le Troisième Testament.
- La bande dessinée en trois tomes Southland Tales (en), préquelle du film Southland Tales (2006).
- Le manga X des CLAMP est une retranscription de ce que pourrait être l'apocalypse dans un monde moderne.
- Suivront mille ans de calme, chorégraphie de Angelin Preljocaj.
- De bons présages, de Neil Gaiman et Terry Pratchett.
- La série de jeux vidéo Darksiders propose une réinterprétation du récit biblique à travers l'histoire des quatre Cavaliers de l'Apocalypse.
- Vasile Constantinescu, Apocalipsa decodificā sau Schimbarea algoritmului [L'apocalypse décodifiée ou Le changement d'algorithme] (2002). Essai philosophique et eschatologique.
- Le jeu vidéo Far Cry 5 a pour antagonistes les membres d'une secte apocalyptique qui se réfèrent régulièrement à des passages du Livre des Révélations, en font de nombreuses réinterprétations et réutilisent sa mythologie.

#### Bases de données et dictionnaires
- Ressource relative à la littérature :   - The Encyclopedia of Science Fiction
- Ressource relative aux beaux-arts :   - Grove Art Online
- Notices dans des dictionnaires ou encyclopédies généralistes :   - Britannica
  - Den Store Danske Encyklopædi
  - Gran Enciclopèdia Catalana
  - Internetowa encyklopedia PWN
  - Larousse
  - Store norske leksikon
  - Treccani
  - Universalis
- Notices d'autorité :   - VIAF
  - BnF (données)
  - IdRef
  - LCCN
  - GND
  - Japon
  - Espagne
  - Pologne
  - Israël
  - Catalogne
  - Vatican
  - Tchéquie
  - Grèce
  - Argentine
  - WorldCat